# Abbaye royale de Longchamp
Pour les articles homonymes, voir Longchamp.
L'abbaye royale de Longchamp, également appelée couvent ou abbaye de l'Humilité Notre-Dame, est un ancien monastère français fondé en 1255 par Isabelle de France, sœur de saint Louis, dans la paroisse d'Auteuil aux limites nord de Longchamp, le champ communal du hameau des Menus-lès-Saint-Cloud qui s'étire alors entre la rive droite de la Seine et la forêt du Rouvray.
Symbole du dérèglement des couvents devenus mondains et de l'enfermement des filles rebelles à leurs pères, elle est détruite à la Révolution. Son site est occupé de nos jours par l'hippodrome de Longchamp et le château de Longchamp.

## Histoire

### Fondation royale
Isabelle de France, fille du roi de France Louis le Lion et de Blanche de Castille, entreprend en 1255 la construction d’une abbaye dans la forêt de Rouvray, actuel bois de Boulogne. Proche de Paris, le terrain, qui relève de la censive de l'abbaye royale de Saint Denis, a été concédé par son frère, le roi Louis IX. Le futur Saint Louis, très attaché à sa sœur, l'a autorisée à consacrer une somme de trente mille livres, soit la somme qu’elle aurait eue comme dot, pour la construction du monastère. La première pierre est posée le 10 juin 1256 par le roi en personne.
Le monastère de Longchamp est achevé en 1259. Il accueille les premières clarisses (de l’obédience de Saint-Damien), venues de l'abbaye des Filles-de-Saint-Damien-d'Assise de Reims, le 23 juin 1260. En s’inspirant de la règle écrite par sainte Claire, Isabelle a composé elle-même une règle, un peu moins sévère, approuvée par Alexandre IV le 2 février 1259. Saint Bonaventure, ministre général des Franciscains et d’autres frères l'ont conseillée ; il prêche plusieurs fois à Longchamp et rédige un traité de vie spirituelle dédié à Isabelle : De Perfectione vitae ad sorores (La vie parfaite, pour les sœurs). Le monastère est consacré à « l’humilité de la Bienheureuse Vierge Marie ».
À partir de 1260, Isabelle vient s’installer dans une petite maison, construite pour elle dans l’enclos du monastère, pour partager la vie et la prière des sœurs, mais elle ne fait jamais profession religieuse. En 1263, elle obtient du pape Urbain IV un remaniement de la règle. Cette dernière rédaction est adoptée par plusieurs monastères en France et en Italie (clarisses urbanistes).
Isabelle meurt le 23 février 1270. Elle est enterrée dans l’église du monastère. Après la mort de Saint Louis à Tunis la même année, Charles d’Anjou, frère du roi et d’Isabelle, demande à une dame de compagnie d’Isabelle d’écrire sa vie, en vue de sa canonisation. Agnès d'Harcourt publie ce récit hagiographique, vers 1280, mais Isabelle n'est béatifiée qu’en 1521 par le pape Léon X (bulle Piis omnium).
En février 1319, le roi Philippe V le Long, dont la sœur a reçu le prénom d'Isabelle, pose la première pierre de l'église voisine de Notre Dame de Boulogne. Il meurt à Longchamp le 3 janvier 1322, sept ans avant l'inauguration du pèlerinage de Boulogne sur Seyne qu'il avait appelé de ses vœux et qui restera étroitement associé à l'abbaye. Sa fille Blanche est religieuse à Longchamp de 1317 à sa mort 1358.
En 1360, les Anglais pillent le couvent et les religieuses se réfugient à Paris.
En novembre 1461, par ses lettres patentes, Louis XI renouvelle la protection royale octroyée par ses prédécesseurs.

### Les fêtes de l'abbaye
Au XVIe siècle, cette communauté connaît des dérèglements. Le Roux de Lincy signale que l'expression « être de l'abbaye de Longchamp » se disait « à Paris d'un homme qui aime les femmes ».
En 1585, l'abbaye, qui détient depuis la guerre de Cent Ans et le pillage de l'abbaye, le fief dit de Longchamp à Chaillot, acquiert le fief de la Bretonnerie, également appelé fief de la Petite Bretonnerie.
Au XVIIIe siècle, l'abbaye de Longchamp est un lieu de promenade très prisé : « Sous l'ancien prétexte d'aller entendre l'office à Long-Champ, tout le monde sort de la ville ; c'est à qui étalera la plus magnifique voiture, les chevaux les plus fringans, la livrée la plus belle ». Les intrigues amoureuses des nonnes, qui disposent parfois de fortunes personnelles considérables et jouissent de nombreux appuis extérieurs, donnent lieu à toutes sortes de rumeurs plaisantes. Cette condition des femmes, enfermées contre leur gré, est dénoncée par Denis Diderot dans son roman La Religieuse, qui s'inspire explicitement du cas de Longchamp.

### Destruction de l'abbaye pendant la Révolution
Le 26 février 1790, les religieuses reçoivent un arrêté d'expulsion ; le 17 septembre 1792 les objets précieux et les ornements sacrés de la chapelle sont enlevés, et le 10-12 octobre 1792 les religieuses quittent le monastère. L'abbaye est mise en vente en 1794 puis, n'ayant pas trouvé d'acquéreur, est démolie. Une partie des ruines servent à la construction de l'escalier dit des cent marches, pour accéder au calvaire du mont Valérien (cf. « Histoire de Suresnes »). Dans les années 1850 est créé l'actuel bois de Boulogne, qui annexe en 1856 le domaine de Longchamp. L'année suivante, les bâtiments de ferme de l'ancienne abbaye et les restes du mur d'enceinte sont démolis.
De l'abbaye ne subsistent finalement qu'un moulin, situé au nord de l'hippodrome de Longchamp, l'ancien pigeonnier, intégré au domaine du château de Longchamp, et une petite tour en ruine, cachée dans le sous-bois, près de la route des Moulins,,,.
En 1902 a lieu au niveau du moulin le départ d'une course automobile donnée devant le shah de Perse Mozaffareddine Chah.
À proximité du site historique de l'abbaye, le nom du chemin de l'Abbaye rappelle son souvenir.

Les vestiges de l'abbaye
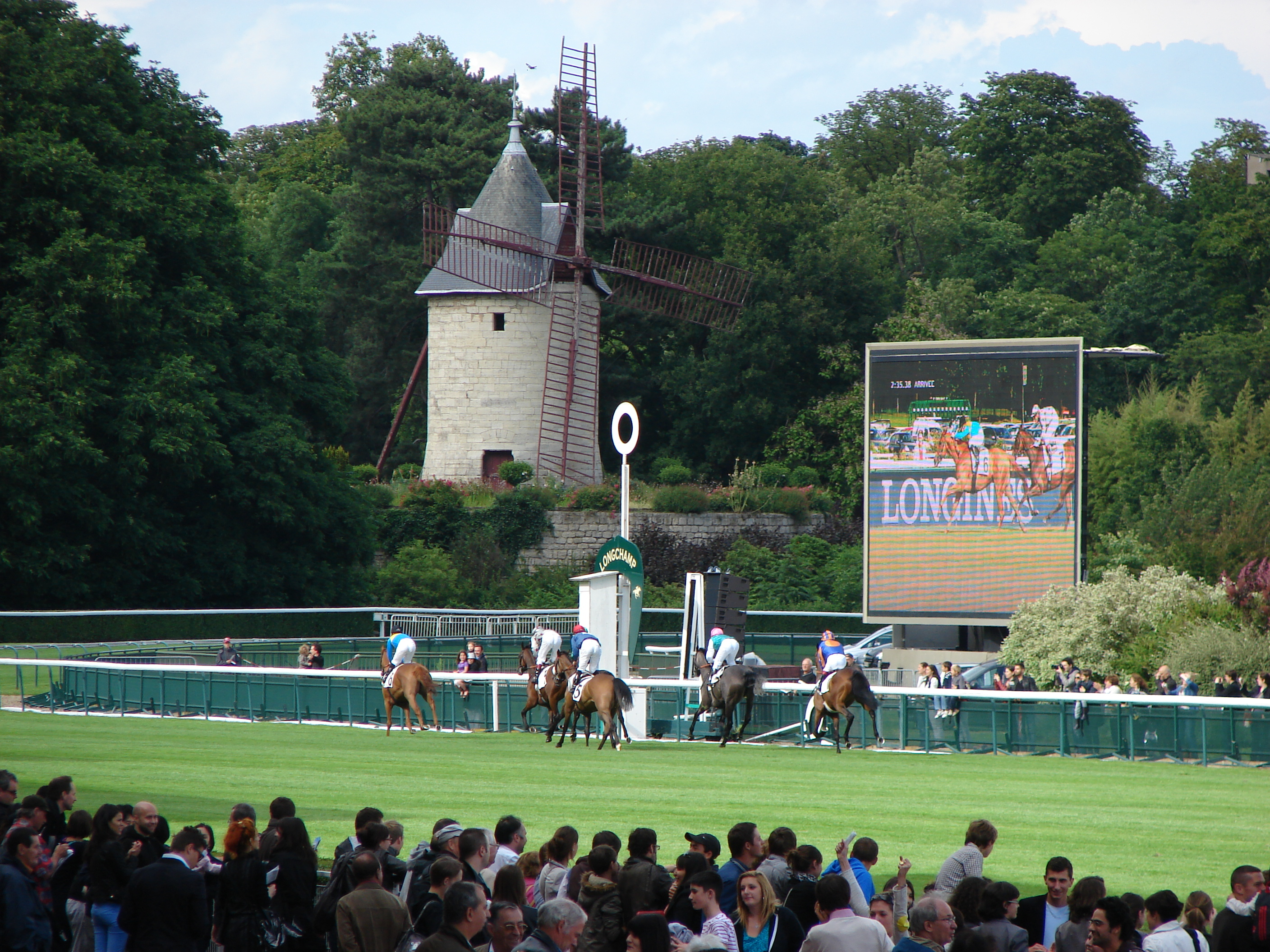
Le moulin.
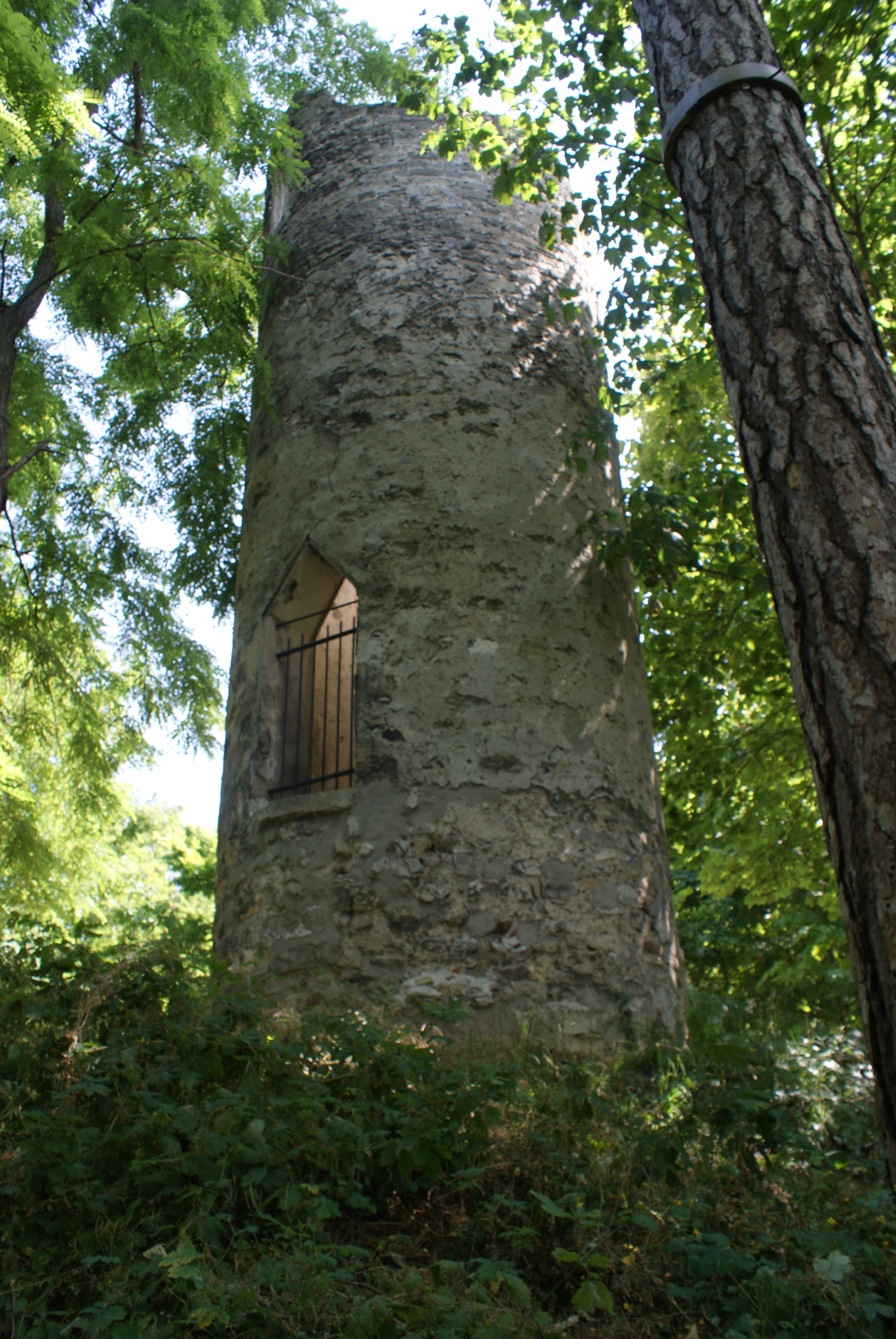
La tour en ruine.
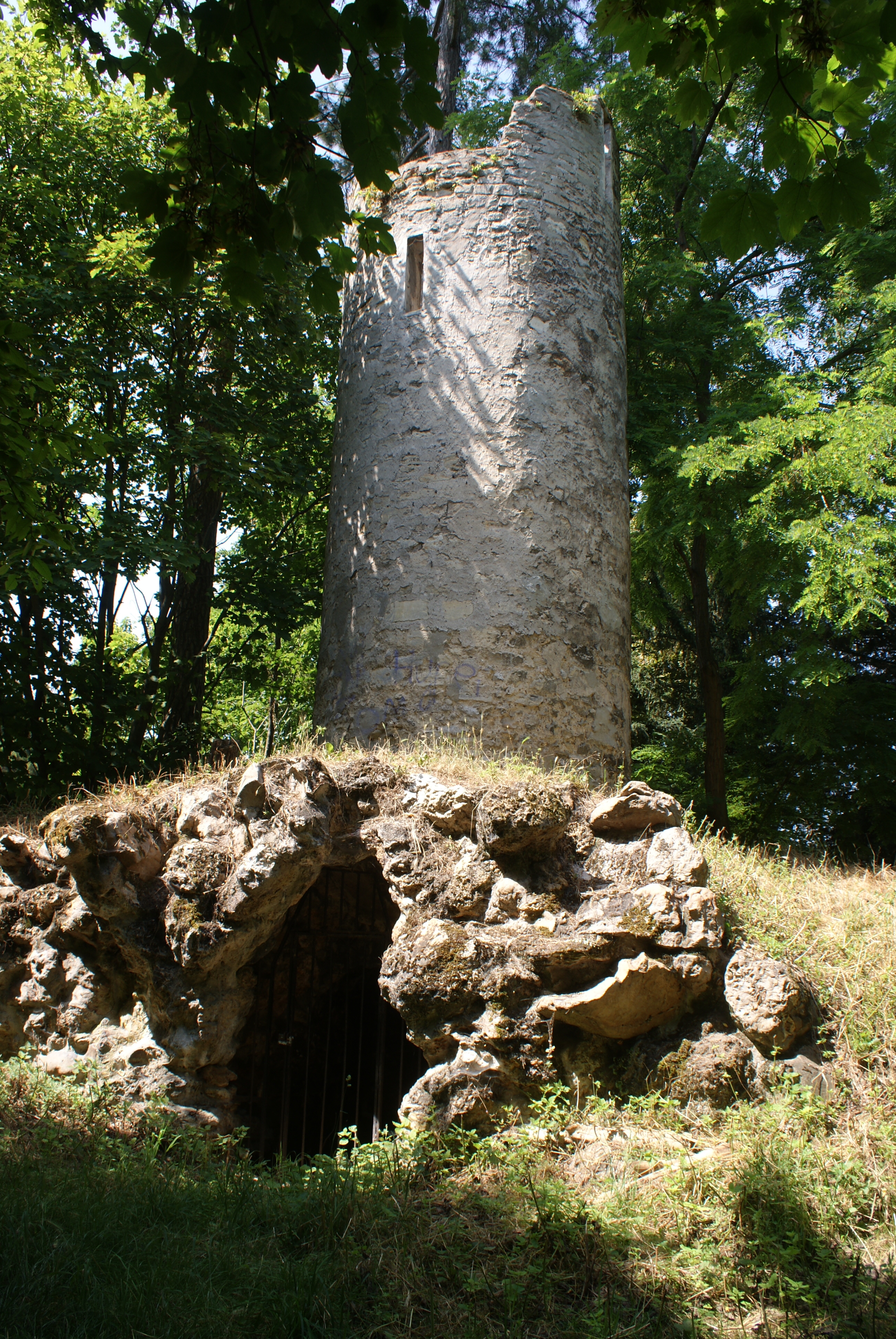
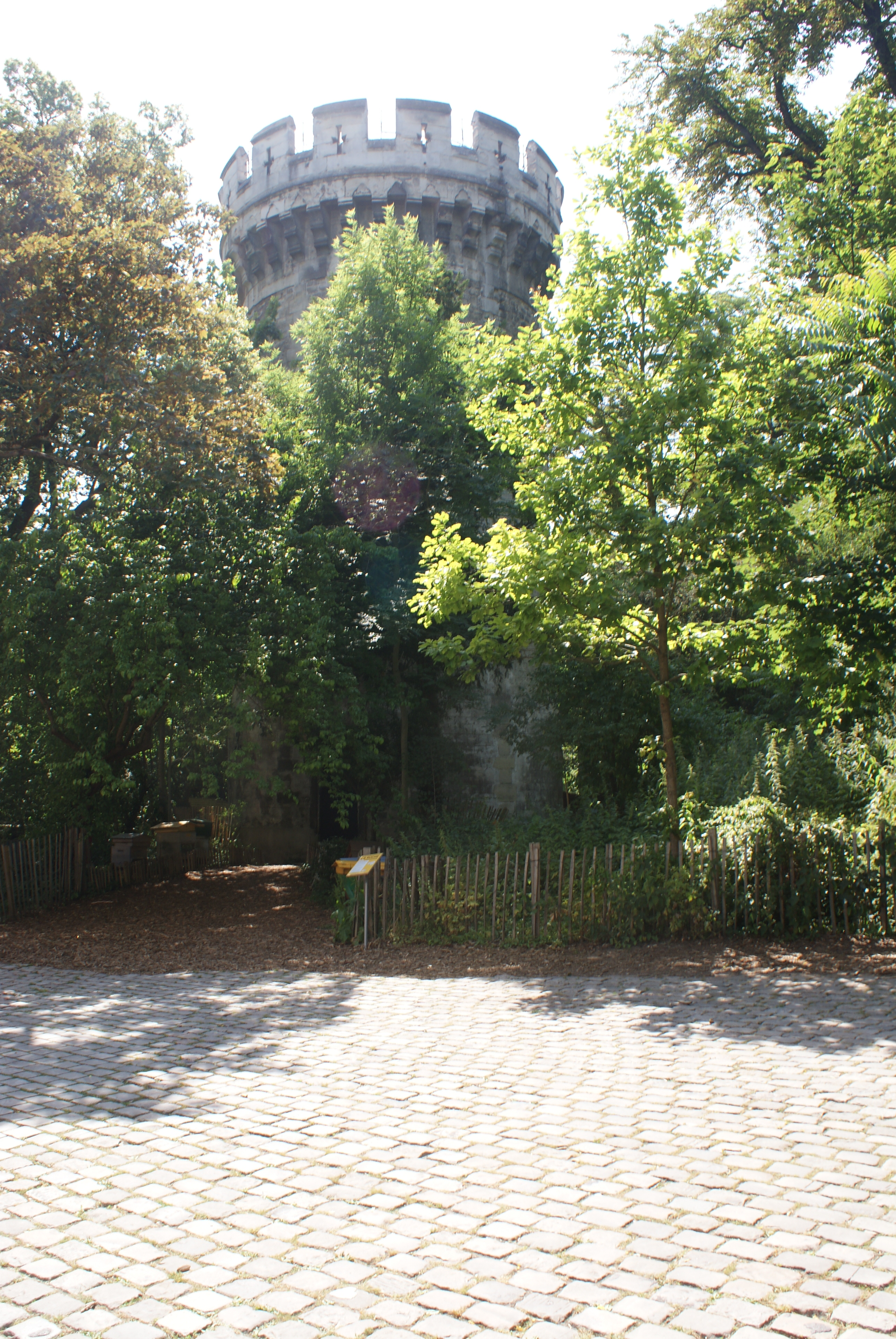
L'ancien pigeonnier, profondément remanié en fabrique de jardin/belvédère.

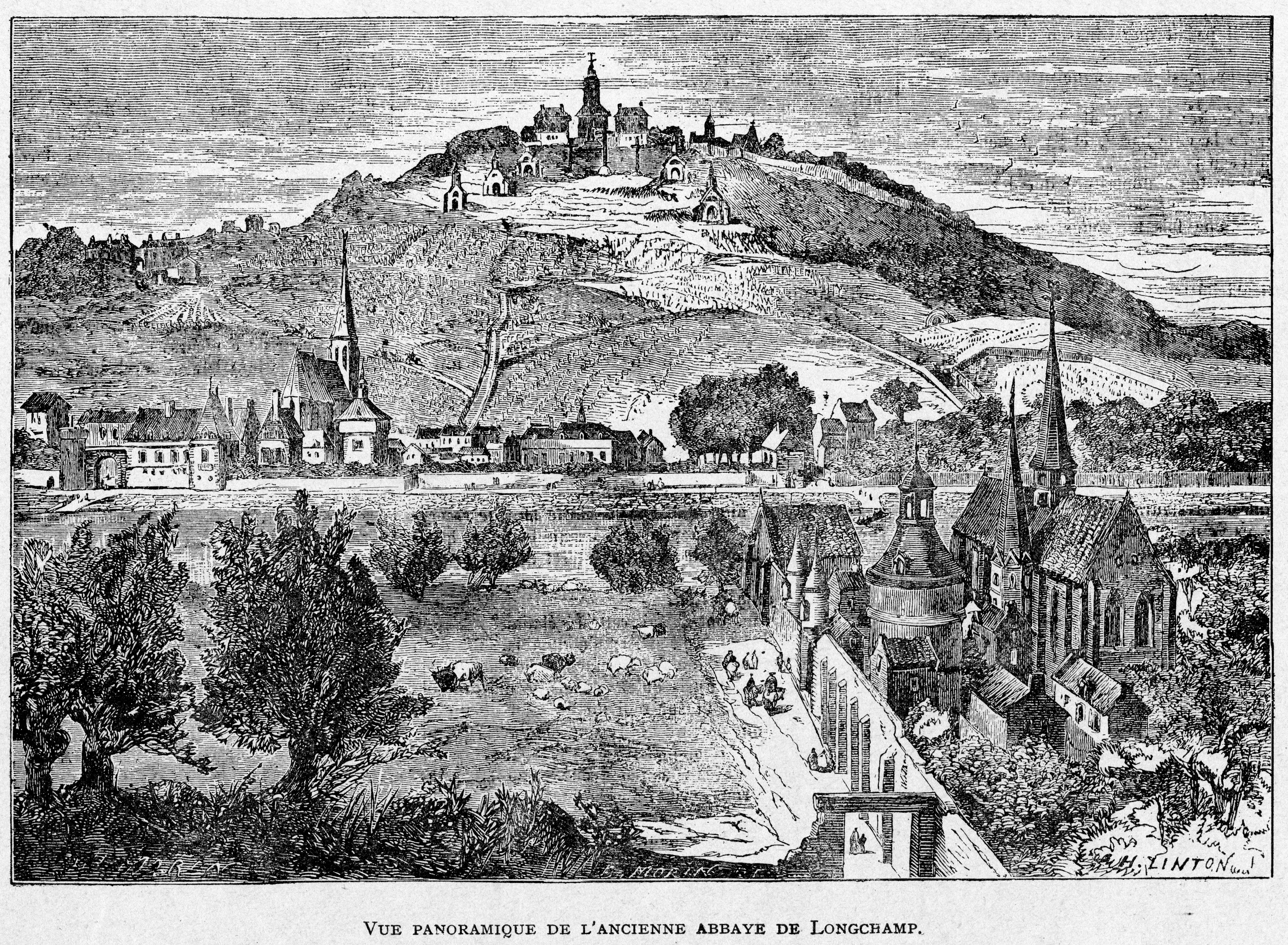
Les ruines de l'abbaye gravées par Edmond Morin. À droite, l'église et un colombier. La vue est peut-être prise du haut du moulin qui signale aujourd'hui le virage de l'hippodrome. Le bâtiment du XVIII, situé plus en avant à droite, n'apparait pas. Au second plan à gauche, le château de Suresnes en bord de Seine et l'église Saint-Leufroy dominés par les vignobles du mont Valérien.

## Liste des abbesses
- Agnès I d'Anneri (1259-1262)[13]

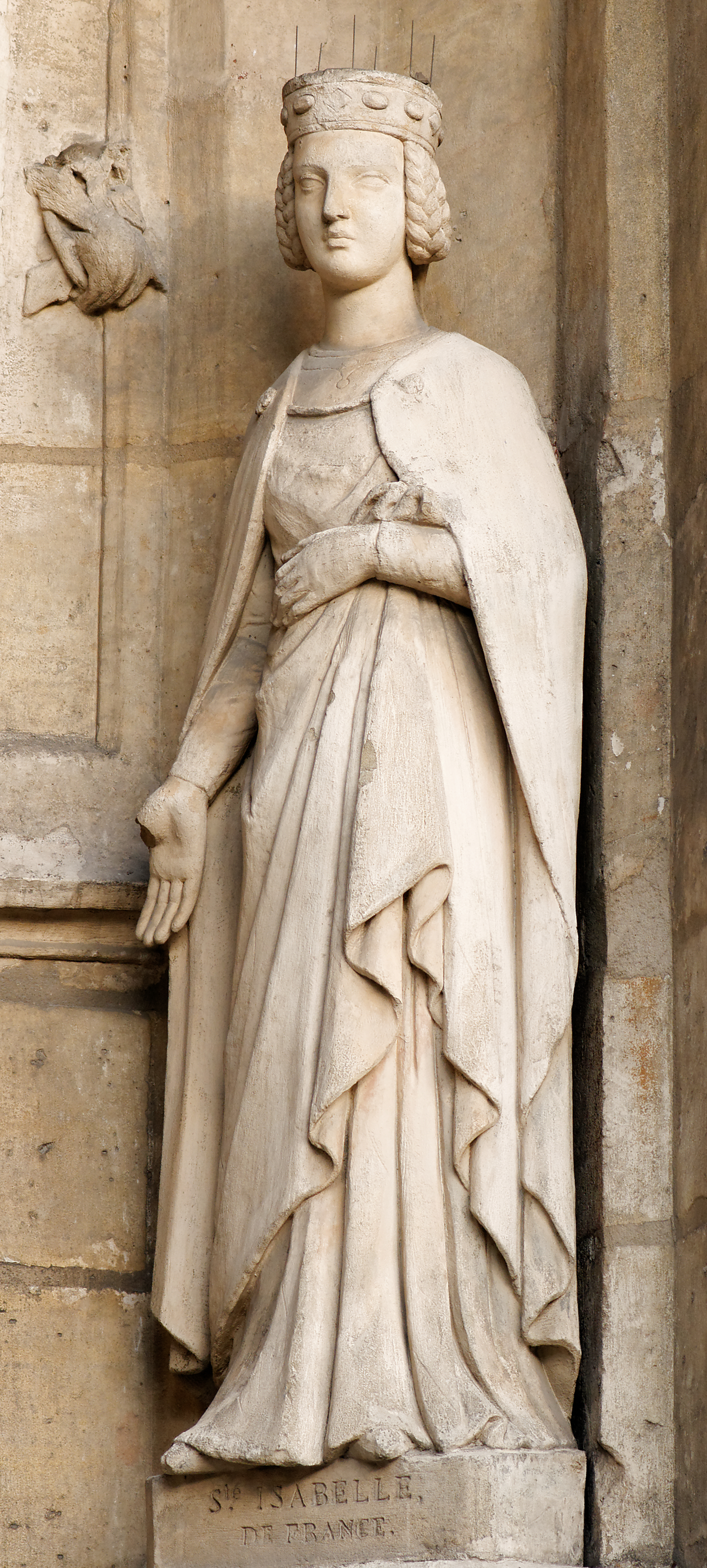
Statue d'Isabelle de France sous le porche de Saint-Germain-l'Auxerrois, refaite en 1841 par Louis Desprez.

- Mathilde de Guyencourt (1262-1263)
- Bienheureuse Isabelle I de France (1263-1264)
- Agnès II d’Harcourt (1264-1275) (1)[14],
- Julienne de Toyes (1275-1279)
- Agnès II d’Harcourt (1279-1287) (2)
- Jeanne I de Nevers (1288-1294)[13]
- Jeanne II de Grèce (1294-1303)
- Jeanne III de Vitry (1303-1312)
- Jeanne IV d’Harcourt (1312-13??), sœur cadette d'Agnès d'Harcourt
- Jeanne V de Gueux (13??-1328)
- Marie I de Lions (1328-1347)
- Jeanne VI de Boucheville (1347-1349)
- Agnès III du Liège (1349-1357)
- Marie II de Gueux (1357-1369)
- Agnès IV La Chevrel (1369-1375)
- Jeanne VII de La Neuville (1375-1390)
- Laurence Jacob (1390-13??)
- Jeanne VIII de La Godicharde (13??-1402)
- Agnès V d'Issy (1402-1418)
- Jeanne IX des Essarts (1418-1437)
- Marie III de La Poterne (1437-1451)
- Marguerite I Gentianne (1451-1467)
- Jeanne X La Porchère (1467-1484)
- Jeanne XI Gerente (1484-1500)
- Jacqueline de Mailly (1500-1514)
- Jeanne XII de Hacqueville (1514-1532 )
- Catherine I Picard (1532-15??)
- Jeanne XIII de Mailly (15??-1540)
- Georgette Cœur (1540-1550)
- Louise de Cerasme (1550-1559)
- Marie IV Lottin (1559-15??)
- Charlotte de La Chambre (15??-1567)[13]
- Anne I de Fontaines (1567-1580)
- Jeanne XIV de Mailly (1580-1590)
- Catherine de Verdun (1568-apr.1633), abbesse en (1590-?)[15]
- Jeanne XIV de Mailly (159.-1604)
- Françoise Potier (1604-1606)[16]
- Bonne d'Amours (1606-1608)[17]
- Catherine II Brûlart de Sillery (1608-1629)
- Claudine I Isabelle de Mailly (1629-1634) (1)
- Isabelle II Mortier (1634-16??)
- Madeleine Placain 1(6??-1653)
- Catherine III de Bellièvre (1658-1668)
- Claudine II de Bellièvre (1668-1670)
- Claudine I Isabelle de Mailly (1670-1673) (2)
- Catherine III Marie Dorat (1673-1676) (1)
- Catherine-Elisabeth I de Gournay (1676-1679)
- Marguerite II Isabelle de Flecelles (1679-1683)
- Catherine III Marie Dorat (1683-1685) (2)[13]
- Marie-Anne I Dorat (1685-1688) (1)
- Anne-Marie de Bragelongne (1688-1691)
- Catherine III Marie Dorat (1691-1694) (3)
- Marie-Anne I Dorat (1694-1697) (2)
- Catherine III Marie Dorat (1697-1700) (4)
- Marie-Anne I Dorat (1700-1700) (3)
- Elisabeth-Henriette Guignard (1700-1703 (1)
- Catherine III Marie Dorat (1703-1706) (5)
- Marguerite III Agnès Nolet (1706-1709) (1)
- Elisabeth-Henriette Guignard (1709-1712) (2)[13]
- Marguerite III Agnès Nolet (1712-1715) (2)
- Catherine-Elisabeth II Le Cosquino (1715-1718) (1)
- Marguerite III Agnès Nolet (1718-17??) (3)
- Catherine-Elisabeth II Le Cosquino (17??-1721) (2)
- Marie-Anne II Le Jau (1721-1724) (1)
- Catherine-Elisabeth II Le Cosquino (1724-1730) (3)
- Marie-Anne II Le Jau (1730-1733) (2)
- Catherine-Elisabeth II Le Cosquino (1733-1737) (4)
- Catherine IV Thérèse de Tourmont (1737-1740)[13]
- Anne II Louise de Tourmont (1740-17??)
- Marie V Jeanne Jouy (17??-1790)

## Religieuses et personnalités célèbres

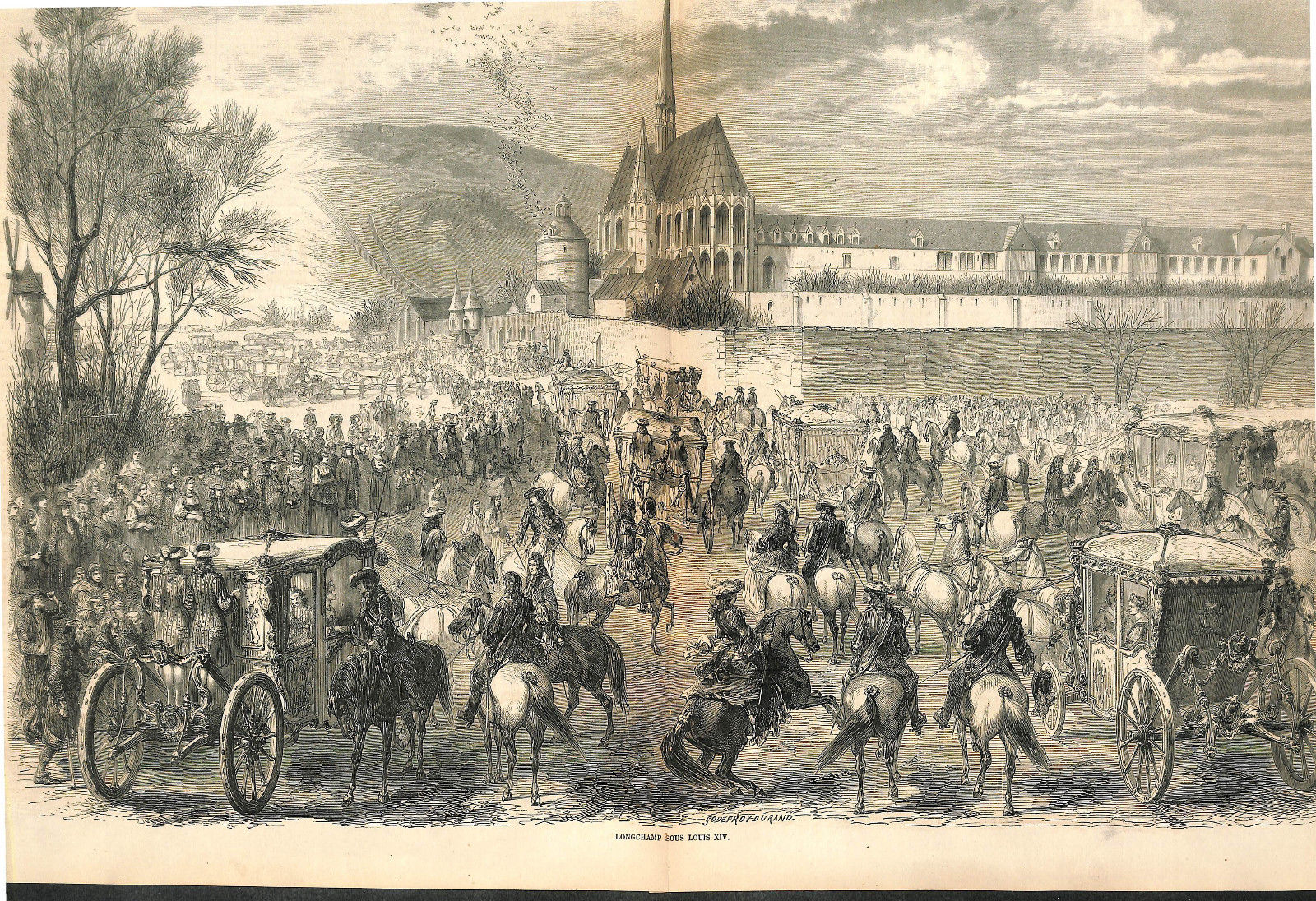
Arrivée de Louis XIV à Longchamp.

- Jeanne d'Harcourt (après 1214-1280), fille de Richard d'Harcourt et de Mathilde Tesson, tante des abbesses Agnès et Jeanne d'Harcourt[18].
- Jeanne de Navarre, fille aînée des souverains Philippe III et Jeanne II de Navarre, religieuse de mai 1337 à sa mort à l'abbaye le 3 juillet 1387.
- Catherine de Verdun (1568-apr. 1633), maîtresse du roi Henri IV, de juillet à fin août 1590, le roi lui promit de lui donner le titre d'abbesse de l'abbaye Saint-Louis de Vernon en Normandie, pour la consoler et lui offrir un avenir un peu plus glorieux. Elle était élevée en 1685 en compagnie de sa sœur aînée Jeanne de Verdun (1566-1614), qui quittera le couvent pour se marier[19].
- Catherine-Nicole Le Maure (1704-1786), cantatrice, s'y retira un temps.

## Iconographie
- Attribué à S. J. Misbach, Vue de l'abbaye de Longchamp prise du pied du jardin de M. Lagarde, fonds Destailleur, coll. Province, t. I, 208, Cabinet des estampes de la BNF, Paris, ca. 1795.